# Feroculus feroculus
Feroculus feroculus је сисар из реда Soricomorpha.

## Угроженост
Ова врста се сматра угроженом.

## Распрострањење
Врста је присутна у Индији и Шри Ланци.

## Станиште
Станишта врсте су шуме, планине, мочварна подручја, травна вегетација, брдовити предели и језера и језерски екосистеми. 
Врста је по висини распрострањена од 1850 до 2400 метара надморске висине.